# Thomas Kiplitan
Thomas Kimaiyo Kiplatan (Marakwet, 15 juni 1983) is een Keniaanse langeafstandsloper.
Hij begon met internationale wedstrijden op zijn achttiende. Hij werd vierde op het IAAF wereldkampioenschap junioren op het onderdeel veldlopen. Het jaar erop werd hij weer vierde maar dit keer op het IAAF wereldkampioenschap. De Kenianen wonnen toen als team een gouden medaille.
In 2006 maakte hij zijn marathondebuut op de Rotterdam Marathon en werd daar achtste in een tijd van 2:10.05. Daarna finishte hij net buiten de top tien op de Chicago Marathon met een tijd van 2:13.43. Ook werd hij dit jaar tweede op de 10 km van Marseille in een tijd van 28.23.

## Persoonlijk record
| Onderdeel | Prestatie | Datum | Plaats    |
| --------- | --------- | ----- | --------- |
| marathon  | 2:10.05   | 2006  | Rotterdam |

## Palmares

### 10 km
- 2003:  US 10k Classic - 28.48
- 2005:  Cooper River Bridge Runs - 29.40
- 2005:  The Celestial Seasonings Bolderboulder 10K - 29.32

### marathon
- 2006: 8e marathon van Rotterdam - 2:10.05
- 2006: 11e Chicago Marathon - 2:13.43
- 2010: 9e marathon van Los Angeles - 2:14.05
- 2012: 8e marathon van Bang Kok - 2:27.17

### 3000 m steeplechase
- 2002: 7e Qatar Athletic Super Grand Prix - 8.12,91
- 2002: 7e Athens Super Grand Prix Tsiklitiria - 8.18,36
- 2002: 8e Meeting Paris Saint-Denis - 8.17,02
- 2002: 8e DN Galan - 8.17,62
- 2003:  Athens Super Grand Prix Tsiklitiria  - 8.31,85

### veldlopen
- 2003: 5e WK veldlopen - 11.20 (1e landenklassement)